# Спасов, Трайчо
Трайчо Спасов (род. 1938, Елин-Пелин, Софийская область) — болгарский футболист, нападающий. Выступал за олимпийскую сборную Болгарии. Лучший бомбардир чемпионата Болгарии сезона 1965/66.

## Биография
Начал карьеру в 1954 году в клубе «Левски» из города Елин-Пелин. В дальнейшем играл за софийский «Спартак» (1959—1960), ихтиманский «Ботев (Ихтиман)» (1960—1961) и софийский «Локомотив» (1963—1966).
С 1963 по 1966 год являлся игроком «Марека» из города Дупница. В сезоне 1963/64 занял второе место в списке лучших бомбардиров чемпионата Болгарии, забив 22 гола и отстав на четыре мяча от победителя Николы Цанева. Титул лучшего бомбардира чемпионата Спасову удалось добиться в сезоне 1965/66, когда нападающий поразил ворота соперников 21 раз. По ходу сезона Спасов отметился хет-триком в ворота столичного ЦСКА, что в следующий раз в болгарском футболе произошло аж в 2011 году, когда трижды ворота «армейцев» поражал Георги Минчев из пловдивского «Локомотива». Бомбардирские успехи Трайчо привлекли внимание софийского «Левски», куда он перешёл в 1966 году на замену травмированному Георгию Аспарухову. В составе команды сыграл в чемпионате Болгарии 7 игр и забил 2 мяча. В 1967 году на некоторое время был отстранён Болгарской федерацией футбола за нарушение спортивного режима и систематическое употребление алкоголя. Завершил карьеру в 1969 году в стане «Марека».
За олимпийскую сборную Болгарии провёл один матч, состоявшийся 13 октября 1966 года против СССР (0:1).

## Достижения
- Лучший бомбардир чемпионата Болгарии: 1965/66 (21 гол)